# Крюківщина
Крюківщина — село в Україні, у Бучанському районі Київської області. Населення становить 11846 осіб. Входить до складу Вишневої міської громади.

## Географія
Село розташоване за 6 км від м. Київ та за 1 км від залізничної станції Вишневе.
У селі бере початок річка Віта, права притока Дніпра. Селом протікає річка Кривківка
За кліматичною класифікацією Кеппена клімат Крюківщини вологий континентальний із теплим літом (Dfb). 
| Клімат Крюківщини         | Клімат Крюківщини | Клімат Крюківщини | Клімат Крюківщини | Клімат Крюківщини | Клімат Крюківщини | Клімат Крюківщини | Клімат Крюківщини | Клімат Крюківщини | Клімат Крюківщини | Клімат Крюківщини | Клімат Крюківщини | Клімат Крюківщини | Клімат Крюківщини |
| Показник                  | Січ.              | Лют.              | Бер.              | Квіт.             | Трав.             | Черв.             | Лип.              | Серп.             | Вер.              | Жовт.             | Лист.             | Груд.             | Рік               |
| Середній максимум, °C     | −2,7              | −1,3              | 4,0               | 13,5              | 20,4              | 23,5              | 24,5              | 24,0              | 19,0              | 12,2              | 4,6               | 0,0               | 11,8              |
| Середня температура, °C   | −5,5              | −4,4              | 0,5               | 8,7               | 15,1              | 18,4              | 19,5              | 18,8              | 14,0              | 8,1               | 2,0               | −2,4              | 7,7               |
| Середній мінімум, °C      | −8,3              | −7,4              | −2,9              | 4,0               | 9,9               | 13,3              | 14,5              | 13,6              | 9,1               | 4,1               | −0,5              | −4,7              | 3,7               |
| Норма опадів, мм          | 44                | 40                | 36                | 49                | 54                | 76                | 86                | 65                | 52                | 37                | 48                | 49                | 636               |
| ------------------------- | ----------------- | ----------------- | ----------------- | ----------------- | ----------------- | ----------------- | ----------------- | ----------------- | ----------------- | ----------------- | ----------------- | ----------------- | ----------------- |
| Джерело: climate-data.org |                   |                   |                   |                   |                   |                   |                   |                   |                   |                   |                   |                   |                   |

## Назва
Є декілька версій щодо походження назви села. Кажуть, за кріпацтва біля села через ліс, де водилося багато круків, проходив чумацький шлях. Тому, лаштуючись до відпочинку, чумаки передавали по ряду: «Зупинка в Круківщині». Звідси — Крюківщина. 
Ще розповідають, що колись ці землі належали магнату Крюкову від якого і пішла назва.
Найочевидніша версія, що назва Кривківщина пов'язана із назвою річки Кривківка, яка тут протікала. А от коли відбулася трансформація назви із Кривківщина на Крюківщина, точно не встановлено.

## Історія
З давніх-давен жили тут люди. Про це свідчать і підтвердження археологів про заселених земель ще за часів Київської Русі, і топоніміка навколо села урочищ Добрий Дуб, Криниця Дніприка, Журавлиця. У літописах є відомості, що раніше ця вкрита густими лісами місцевість була ареною князівських міжусобиць та побоїщ із навалами кочівників на підступах до Києва.
Відомо, що на горбах біля річок Дніприк, Віта, Сіверка, Кривківка в урочищі Турова долини були форпости Київської Русі. Свідками тих подій були дві могили, на яких пізніше стояли вітряки.
На місці сучасного села наприкінці 16 століття існувало поселення Юревичі. Пізніша осада отримала назву «Кривковщина», похідну від антропоніма «криво» — річки Кривки, яка звивисто (криво) протікала через населений пункт. Згодом назва була переінакшена на «Крюківщина» через зміну уявлень про водогін річки не «текти криво», а «робити своїм руслом крюк» (вочевидь, низка сусідніх сіл теж змінювала назви, наприклад, «Желяни» — на «Жуляни», «Бояр-Вітське» на «Боярку»). У 1917 році в межі Крюківщини було приєднано хутір Шахравщина.
Певний час Крюківщина серед інших 20 тисяч сіл належала гетьману Івану Мазепі, який у своїй державотворчій діяльності значну увагу приділяв розвитку храмів і монастирів.
Тому «у власність Михайлівського Златоверхо-Київського монастиря ігумену Захарію Корниловичу 22 серпня 1699 р. було передане пусте село Крюківщина» (так значиться в рукописі «Опись краткая имений монастыря Златоверха Михайловского Киевского» за 1854 р.).
На той час у Крюківщині було 60 хат. Чимало з них топилося «по-чорному», тобто не мало димарів. Хати складалися з однієї кімнати та сіней, у яких утримувалася худоба. При житлах не було господарських будівель, дворів. У 416 осіб населення налічувалося 20 корів, 130 овець, 8 коней та безліч курей. Селяни вирощували овочі, мак, коноплі, гарбузи, жито.
Як свідчить довідкова література, в 1900 р. в Крюківщині мешкали 582 особи. «В селі працювали вітряк, церква, кузня, корчма, магазин, тільки-но відкрита школа. Розміщувалася школа в старій хаті священика і мала 1-шу, 2-гу та 3-тю групи, де навчалися переважно хлопчики із Крюківщини та Юрівки. Навчанням було охоплено далеко не всіх дітей, тому 80 % населення села були неписьменними», — такі спогади про школу залишив Максим Кононович Степаненко. Десь наприкінці XIX ст. в селі у вихідні та святкові дні люди почали збиратися, щоб послухати «Кобзар» Т. Г. Шевченка. Про це розповідав старожил села Данило Маркіянович Науменко.
У роки революції та громадянської війни в Крюківщині відбулося багато різних подій. Так, кривавою сторінкою в історію села увійшов прихід денікінців у 1919 р., тоді в селі замордували багато людей. Цього ж року в селі проголошено радянську владу, створено комнезам, комсомольську організацію. Почала діяти 4-річна загальноосвітня школа, у якій першими вчителями працювали Михайло Дмитрович Шипулін та Михайло Семенович Бабич, а першим піонервожатим — Павло Ситніченко. При школі діяли хоровий та драматичний гуртки, які з виступами бували в артилерійському училищі на Посту Волинському, у Хотові, Гатному. Перші вибори до сільської ради відбулися в 1922 р. 19 грудня роком пізніше селяни Крюківщини організували сільськогосподарську артіль імені 1 Травня, у якій об'єдналися 14 найбідніших сімей
Крюківщина не зазнала страшних лихоліть голодомору: дорослих годували обідом у колгоспі, дітям у школі давали сніданки. Виручав Київ, де можна було приторговувати на базарах. Але в селі залишилися спогади, як через село до Києва, брели опухлі від голоду люди з південних районів області. У 1933 р. до крюківщинського колгоспу прислали колісні трактори «Фордзони», сівалки, жниварки. Колгосп міцно стояв на ногах, був учасником Всесоюзної сільськогосподарської виставки. У 1939 р. збудували нову школу, яка була набагато просторішою за колишню.
У двадцяті - тридцяті роки між селами Крюківщина та Тарасівка будується перша лінія Київського укріпленого району. Після війни село розрослось і частина дотів опинилась у межах села. Дот №301 та захищений вузол зв'язку Київського особливого Військового округу є пам'ятками історії.
Війна для крюківщинців розпочалася 22 червня 1941 р, коли вони почули вибухи в районі аеродрому в Святошині. Через село проходила лінія оборони Києва. В складі військових 125 крюківщинців загинули, 61 пропав безвісти.
У 1963 р. колгосп «Червоний партизан» був реорганізований у радгосп «Мічурінський, який у 1974 р., був приєднаний до радгоспу Тарасівський». У 1989 р. створений радгосп «Крюківщина». У 1997 р. на підставі рішення загальних зборів працівників радгоспу було створено колективне сільськогосподарське підприємство «Крюківщина», яке було розпайоване між 219 його членами в 2000 р. Того ж року у результаті реформування КСП створилося TOB «Агрофірма Крюківщина» молочного напряму, директором якого є Тимченко Анатолій Миколайович.

## Населення
| 1989 | 2001 | 2018   |
| ---- | ---- | ------ |
| 3466 | 3509 | 11 846 |

Населення різко зросло через близкість до Києва та розбудови десятку житлових комплексів. За новим законодавством села та селища, що мають більше 10 тис. населення та відповідну інфраструктуру можуть претендувати на статус міста.
| рік  | українська мова | російська | білоруська |
| ---- | --------------- | --------- | ---------- |
| 2001 | 95,87 %         | 3,59 %    | 0,26 %     |

## Інфраструктура
Серед установ Крюківщини: 
- ДНЗ «Барвінок»,
- Крюківщинський ліцей "Лідер" ЗОШ І-ІІІ ст.,
- Медична амбулаторія.

Також багато інших приватних установ в житловий комплексах.

### Громадський транспорт
- маршрут № 723 — станція метро «Виставковий центр», Київ — селеще Чабани — с.Гатне — с. Крюківщина — зал.ст. Вишневе
- маршрут № 812 — м.Боярка — с. Тарасівка — с. Крюківщина — станція метро «Дружби народів» (Київ)
- маршрут № 368 — с. Тарасівка — с. Крюківщина — АС «Поділ» (Київ)
- маршрут № 732 - с. Крюківщина - м. Вишневе, «зал. вокзал» "Вишневе"  - м. Київ станція метро «Виставковий центр» "ВДНГ" (Київ).

До 2008 працювала залізнична станція Крюківщина (між станціями Вишневе та Тарасівка).

## Економіка

### Підприємства
- АМТТ [Архівовано 1 листопада 2015 у Wayback Machine.] — завод Алюмінієва Мода Третього Тисячоліття — виготовлення та монтаж алюмінієво-композитних будівельних фасадів, пластикових дверних та віконних конструкцій, металізованих стель, внутрішніх перегородок; унікальні технології Грільятто (Італія).
- Агрофірма «Крюківщина» — фермерське молочно-м'ясне господарство; очікує закриття через будівництво нових житлових мікрорайонів.
- ТОВ «Онука» — виробник солодощів.[5]

### Банки
- Відділення «ПРИВАТБАНКУ» 08136, с. Крюківщина, вул. Балукова, 4

## Релігійні споруди
- Храм Воздвиження Животворящого Хреста УПЦ (МП) 08136, с. Крюківщина, вул. Балукова, 61, Настоятель протоієрей Дмитро Фурманець. Метричні книги, клірові відомості, сповідні розписи церкви Воздвиження Чесного Хреста Господнього с. Крюківщина (приписні с. Юрівка, хут. Шахравщина) XVIII ст. — Київської сот. і п., з 1781 р. Київського пов. і нам., з 1797 р. Київського пов. і губ.; ХІХ ст. — Гвоздівської (Хотівської) волості Київського пов. Київської губ. зберігаються в ЦДІАК України.  [Архівовано 18 грудня 2018 у Wayback Machine.]

## Заказник
На території села знаходиться ландшафтний заказник "Озерне".

## Відомі люди
- Сербін Ілля Тарасович (1993—2018) — військовослужбовець 25-го ОМПБ «Київська Русь» 54-ї ОМБр, Збройних сил України, загинув при виконанні обов'язків, під час війни на сході України у районі Світлодарської дуги.[6]

## Галерея

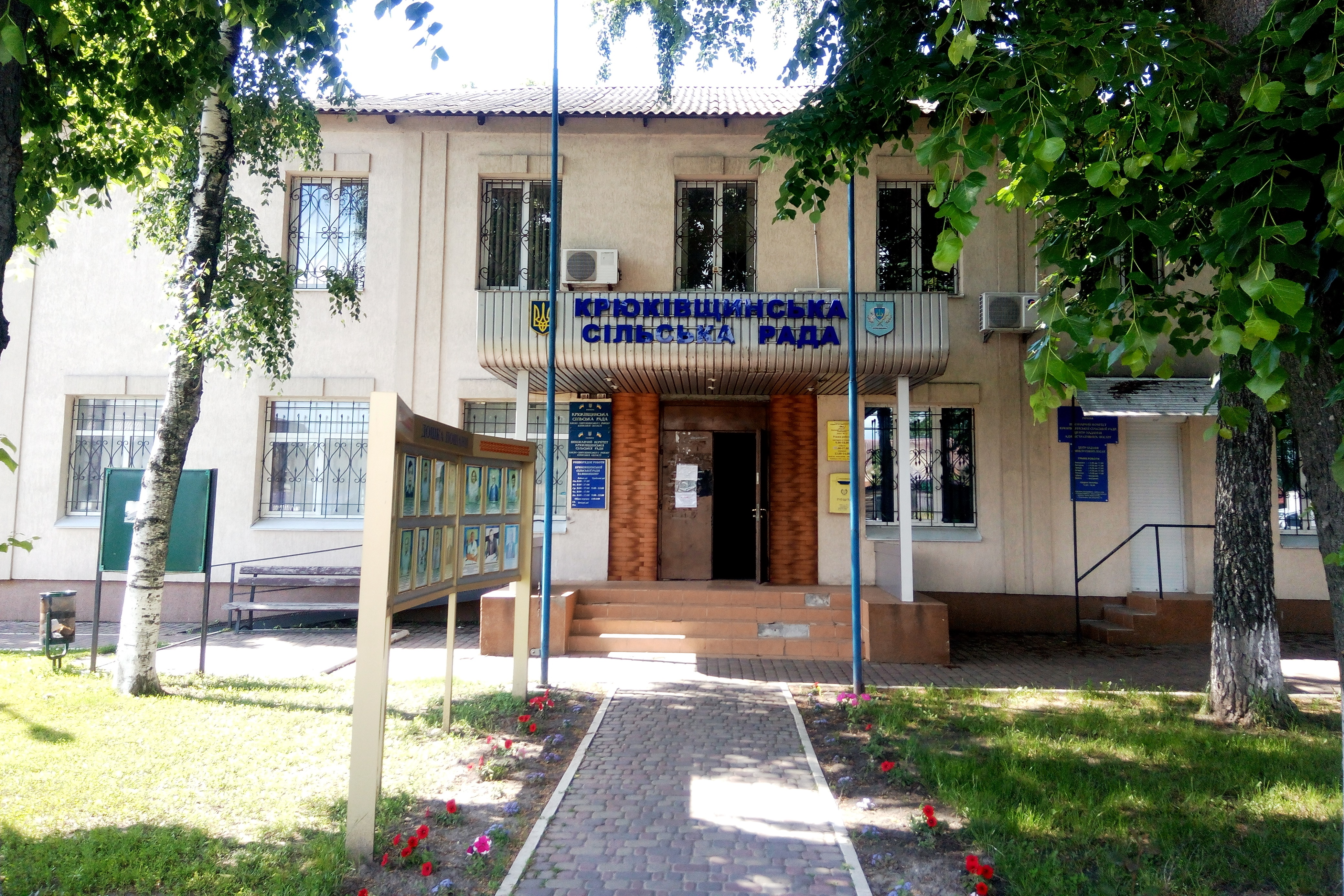
Сільська рада
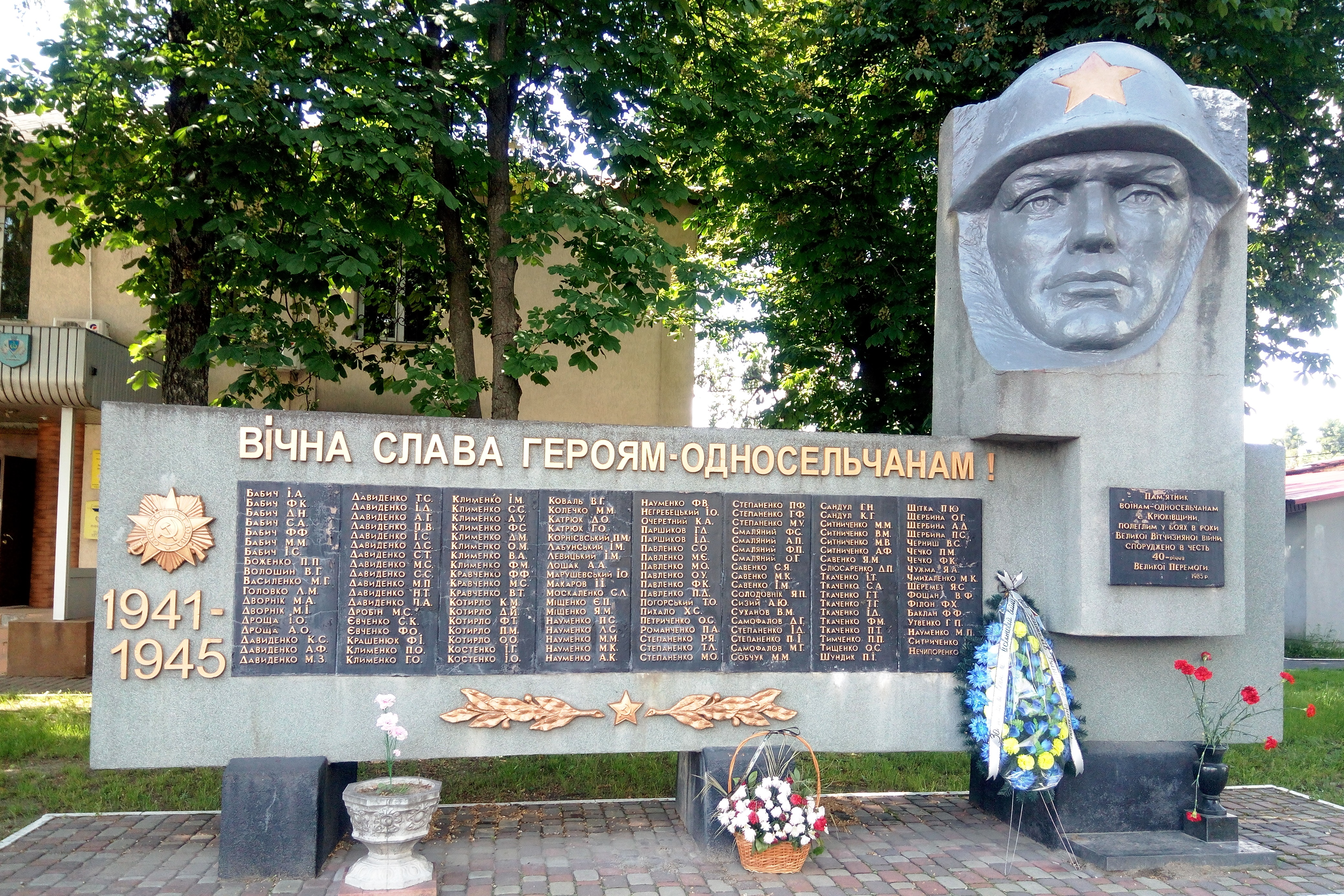
Меморіал воїнам-односельцям загиблим у боях в роки Другої світової війни
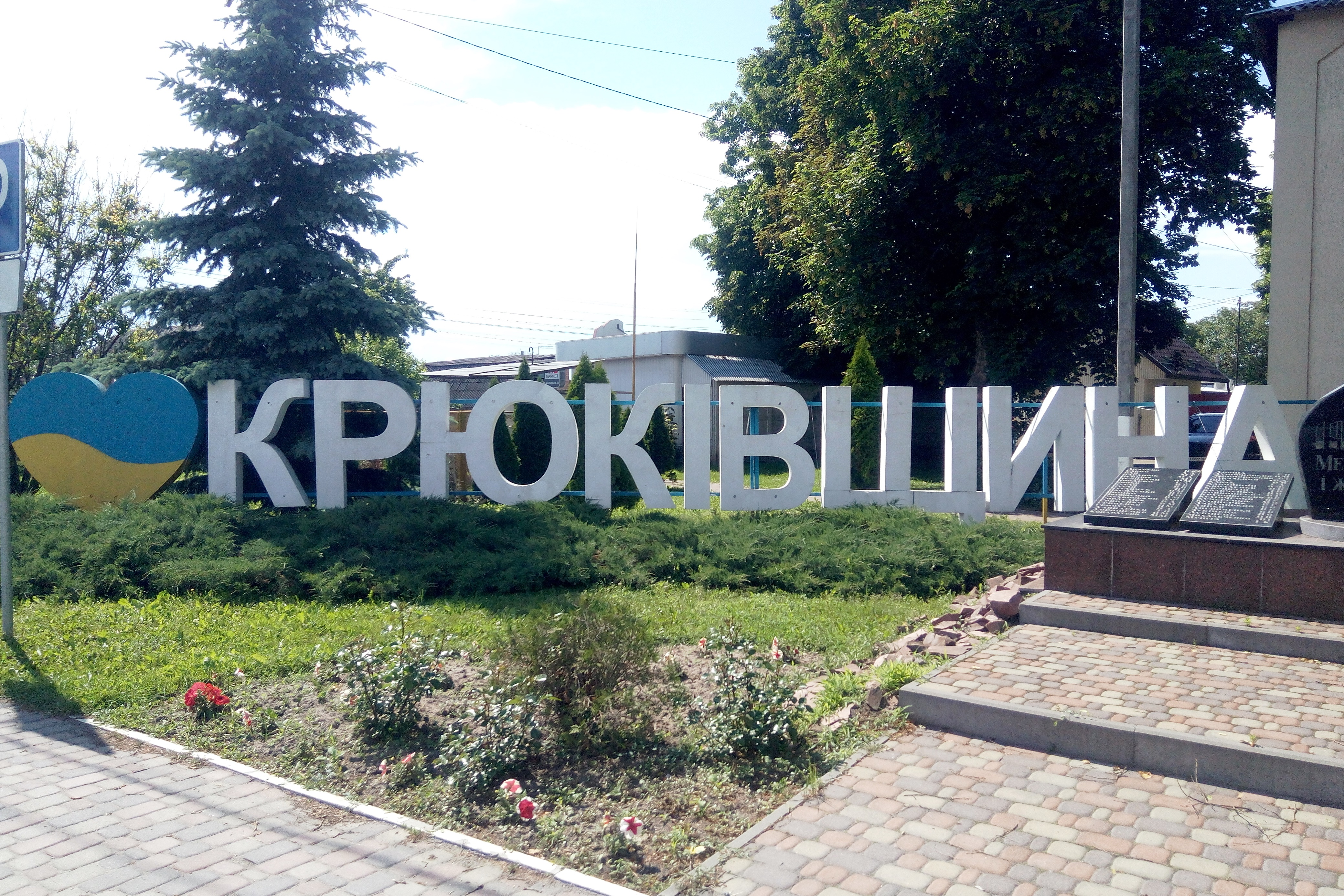
Артоб'єкт "Я кохаю Крюківщину"
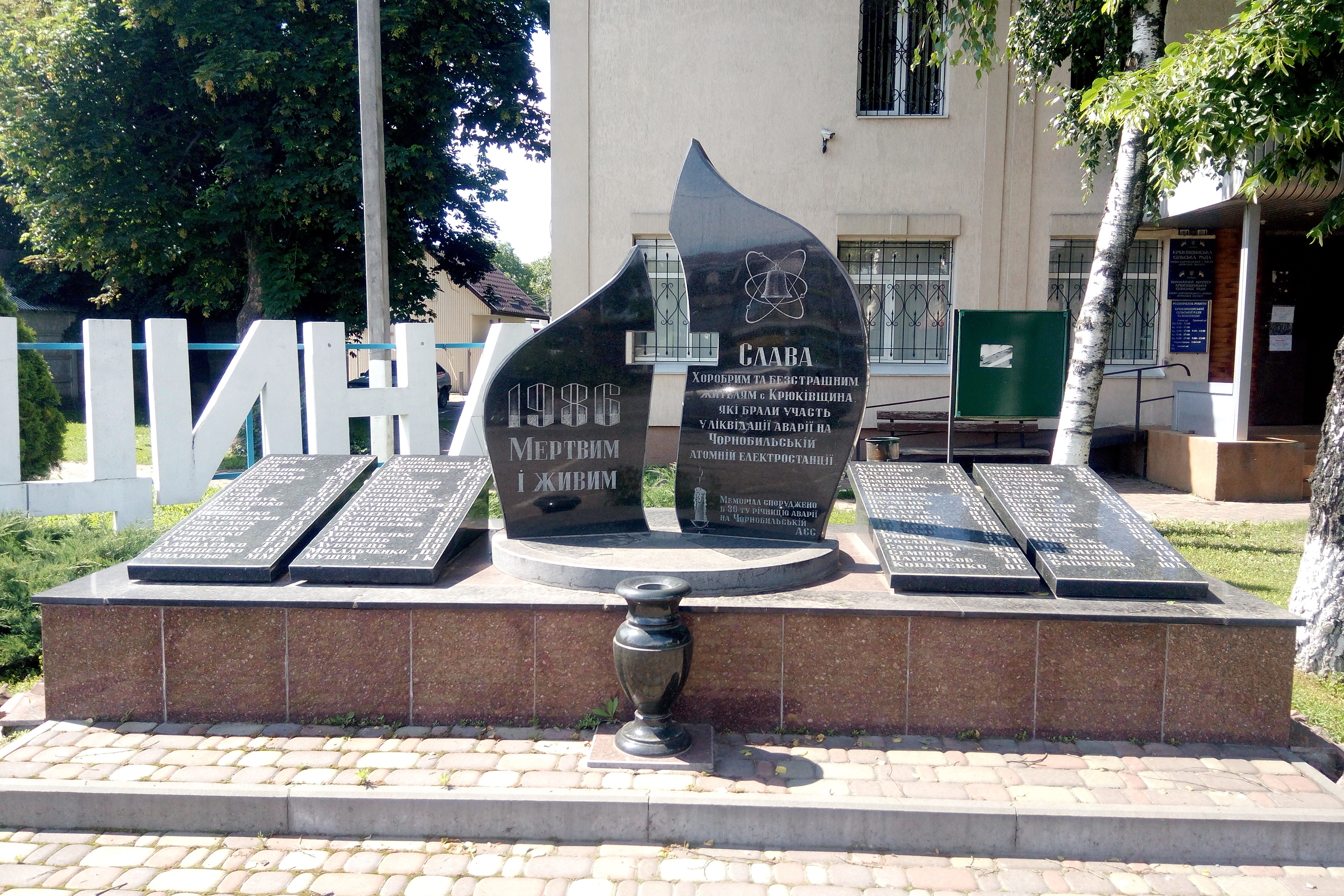
Пам'ятник чорнобильцям
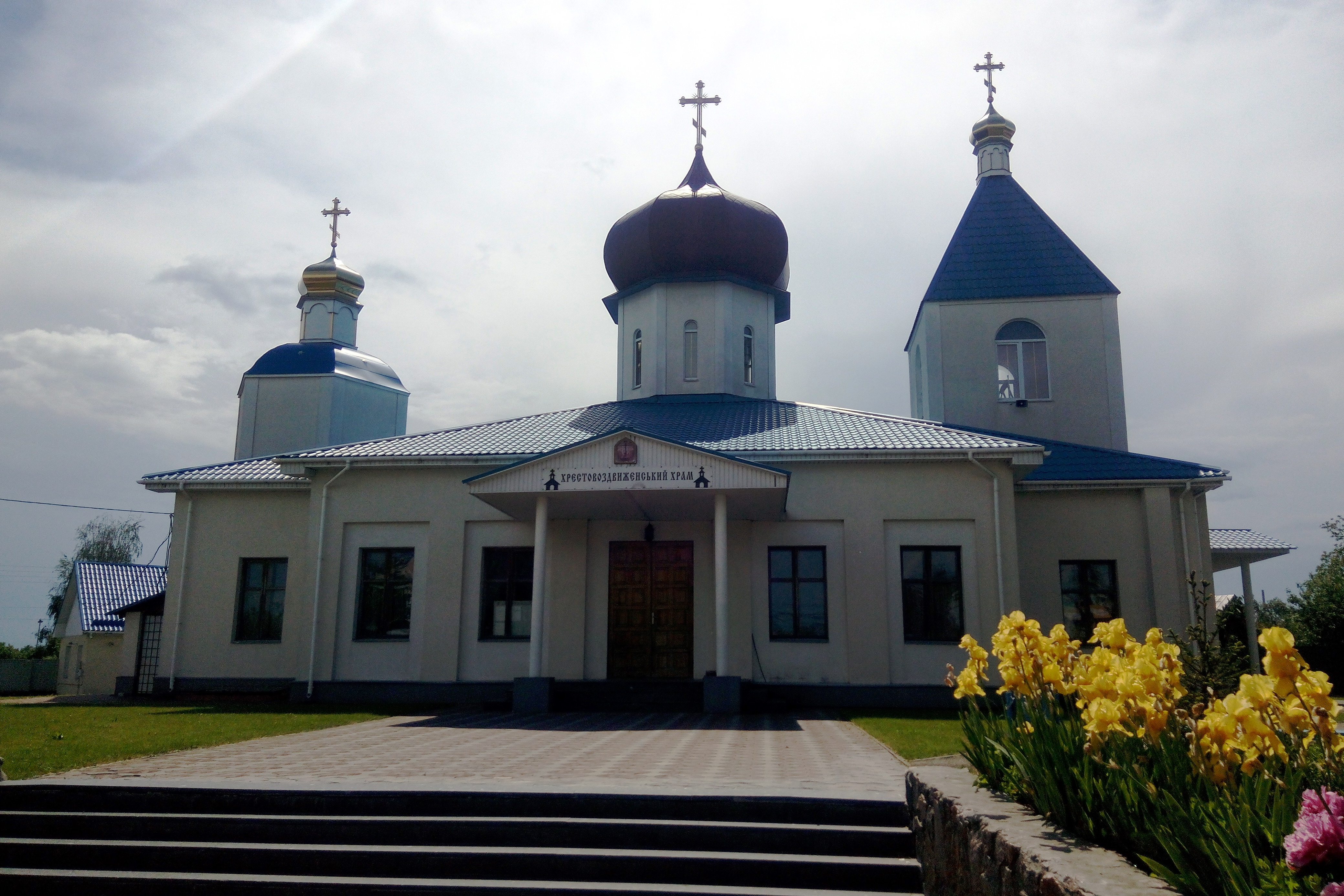
Храм Воздвиження Животворящого Хреста (УПЦ МП)
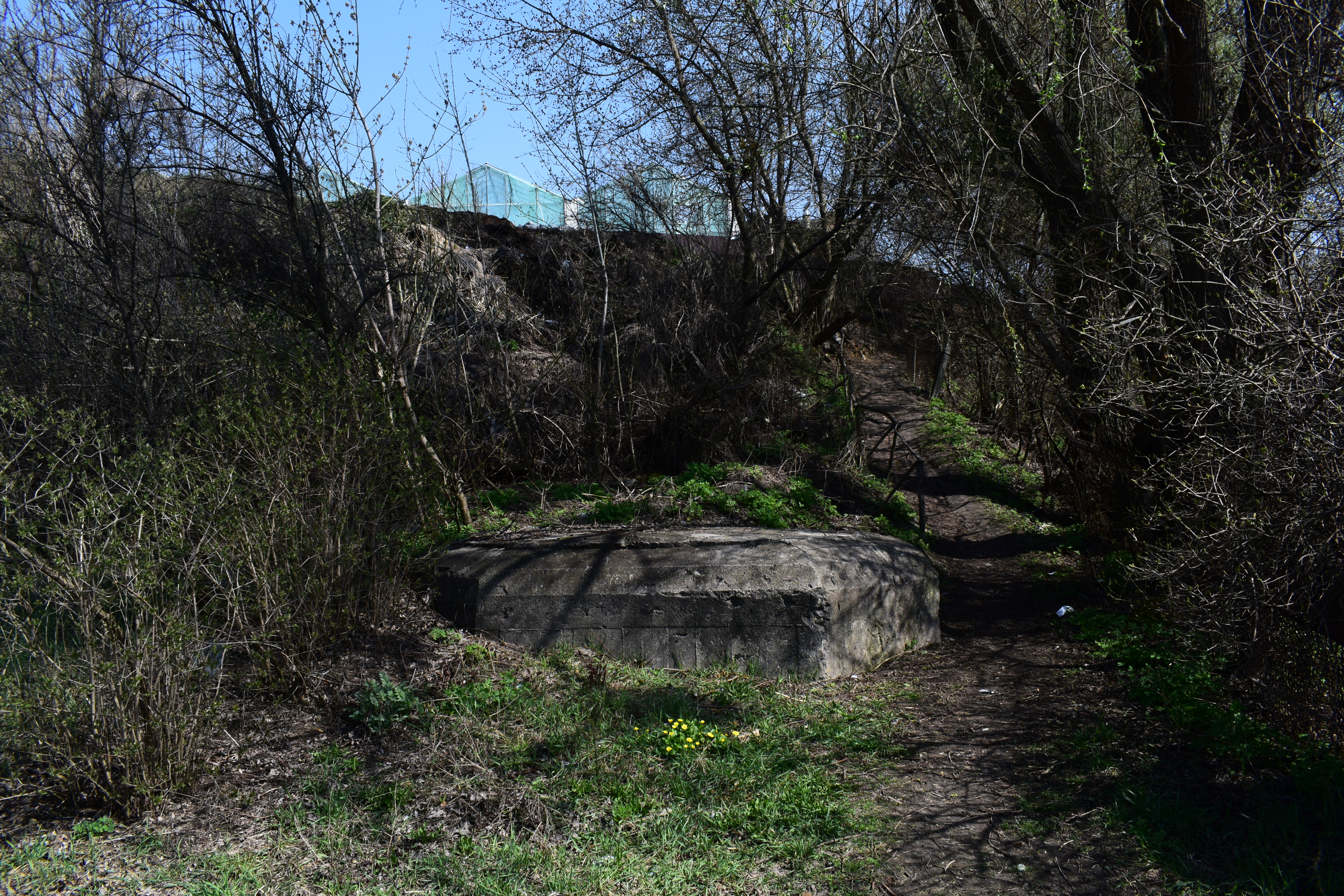
Дот №301
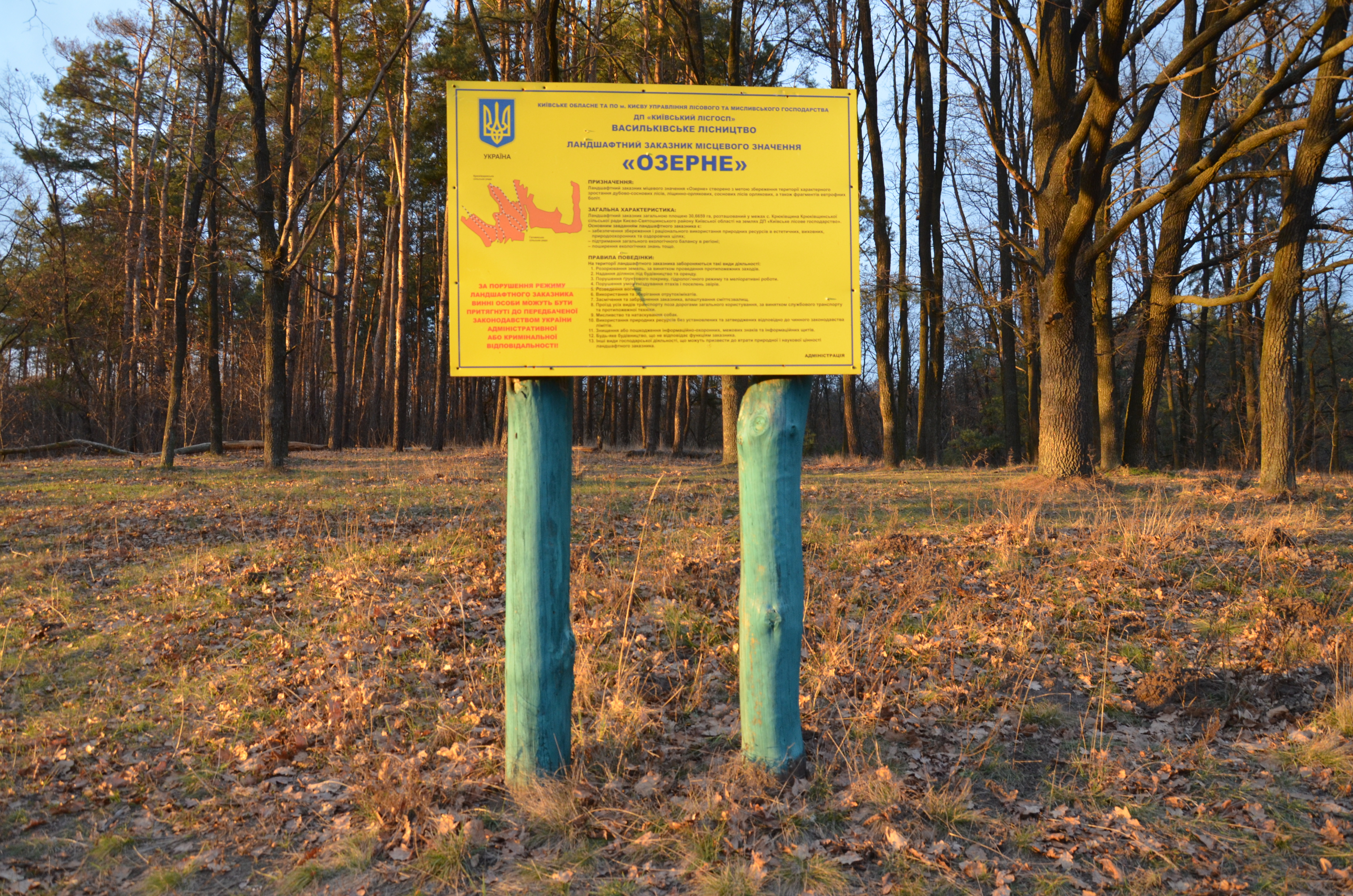
Заказник "Озерне"
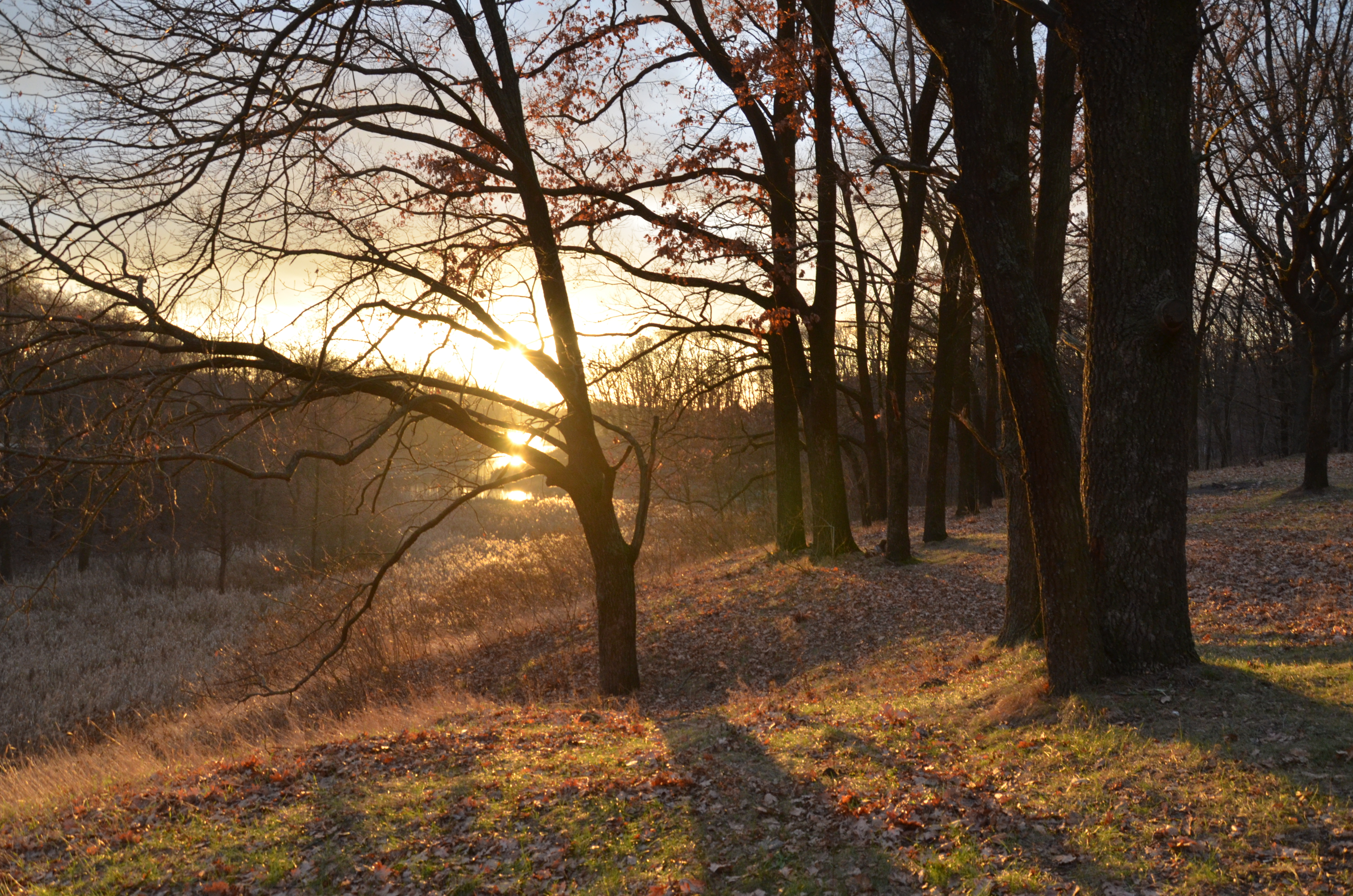
Заказник ландшафтний Озерне
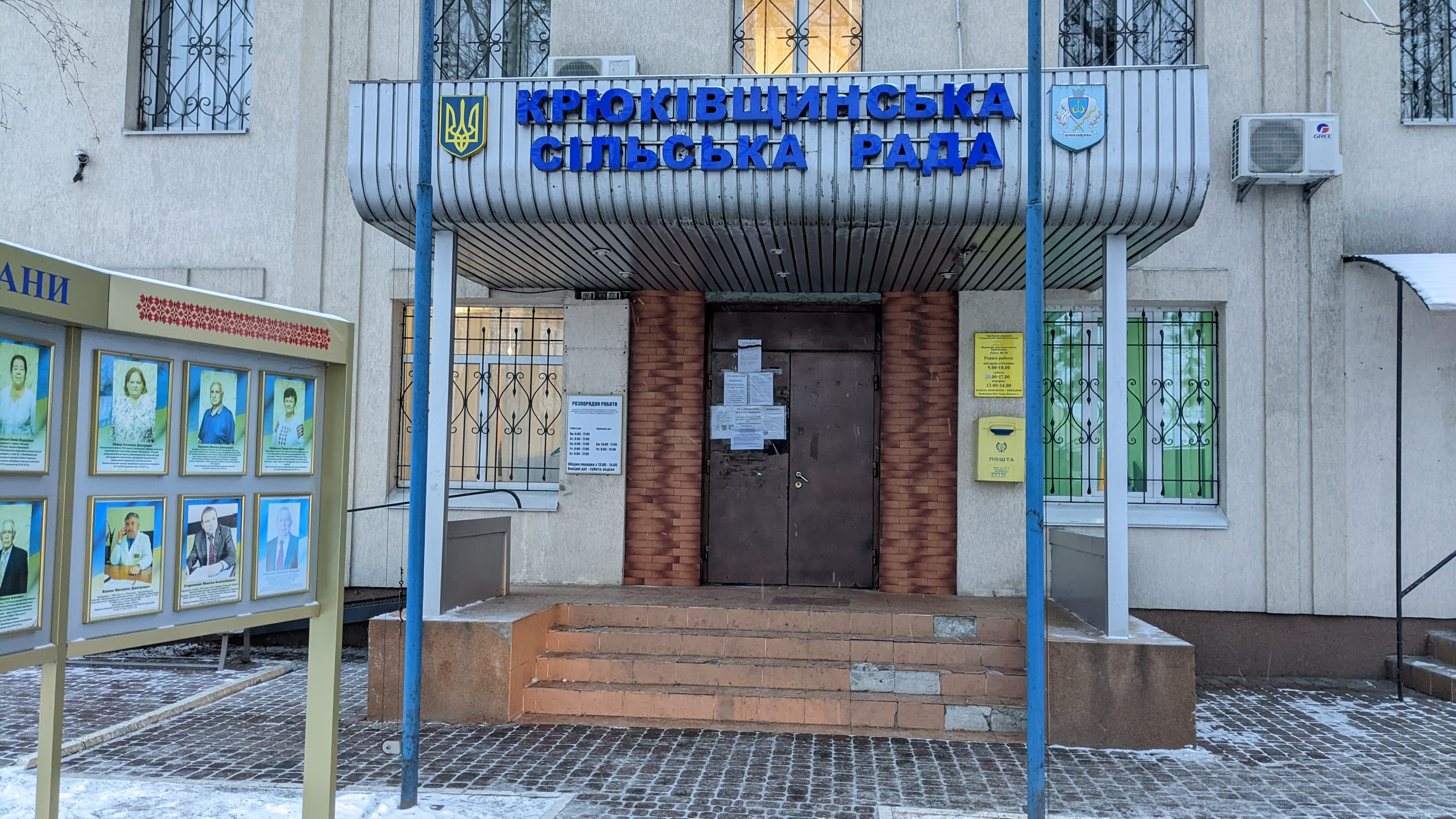